# Neppomuk’s Rache
Neppomuk’s Rache ist das 1990 erschienene siebte Studioalbum der österreichischen Pop-Rock-Band Erste Allgemeine Verunsicherung. Aus dem Album wurden fünf Singles ausgekoppelt: Ding Dong, s’Muaterl, Einer geht um die Welt, Samurai und Es steht ein Haus in Ostberlin.

## Hintergrund
Die Arbeiten an Neppomuk's Rache begannen unmittelbar vor dem Wechsel des zweiten Keyboarders der Gruppe: Mario Bottazzi steigt aus und schafft Platz für Andy Töfferl, der Bottazzi für die Neppomuk-Tour ersetzt und zwölf Jahre Bandmitglied bei EAV bleibt. Die Tour wurde die größte und aufwändigste, die die Gruppe je hatte. Eine Umfrage zeigte, dass die Band bei den Elf- bis Zwölfjährigen einen Bekanntheitsgrad von 100 Prozent genoss. Für die Neppomuk-Tour nahm die EAV den Medienpreis R.SH.Gold für die beste Bühnenshow entgegen.
Das im Jahre 1991 erschienene Album Watumba!, sollte ursprünglich – als Anlehnung an den Erfolg von Neppomuk's Rache – den Namen Neppomuk's Rückkehr tragen.

## Illustration
Das Cover und das Booklet wurden von Thomas Spitzer gestaltet. Das Cover zeigt einen Nasenbären (Neppomuk) als Comicmotiv. Er sitzt vor blauem Hintergrund auf einem Thron und trägt eine Krone und einen Pelzmantel. Neben dem Thron ist eine Klopapierrolle befestigt und von der Decke hängt eine Kettenspülung herunter. Der Nasenbär trägt in der einen Hand eine Klobürste, in der anderen Exkremente. Der Albumtitel und das EAV-Logo sind in Gelb gehalten und am linken und rechten Bildrand ist je ein schwarzer Schriftzug erkennbar. Der linke lautet Erste Allgemeine Verunsicherung, der rechte Dieses Land braucht einen Kaiser.

## Titel
1. Intro Nepp – 0:10
2. Wo ist der Kaiser? – 4:14
3. Ding Dong – 3:57
4. Neppo 1 – 0:29
5. Arrivederci – 3:36
6. Es fährt kein Zug – 3:31
7. Moses und das rote Meer – 0:19
8. s’Muaterl – 5:04
9. Einer geht um die Welt – 3:48
10. Die Wildsau – 0:22
11. Samurai – 4:02
12. Es steht ein Haus in Ostberlin – 4:10
13. Neppo 2 – 0:29
14. Würschtlstand – 3:44
15. Vorbei – 4:21
16. Neppofin – 0:04

## Besonderheiten
- Das Album trägt den Untertitel: Dieses Land braucht einen Kaiser.
- Die Single Es steht ein Haus in Ostberlin ist eine Coverversion des Klassikers The House of the Rising Sun und erschien vor der Album-Veröffentlichung Ende 1989 unter der Künstlerbezeichnung „Ossi Ost-Born“ (ein Wortspiel mit Ozzy Osbourne). Die Single gab es in verschiedenen Formaten, so auch als 3"-Single-CD. Gesungen wurde dieser Titel von Spitzer, was eine Rarität darstellt.
- Ding Dong wurde 1994 anlässlich der Davis-Cup-Begegnung Österreich gegen Deutschland in Graz als abgewandelte Version Ping Pong zur Tennis-Hymne umfunktioniert.[3]

## Rezeption
Den Musikexpress erfreute auch dieses Album wieder: „Klaus Eberhartinger, Thomas Spitzer und Kollegen zerlegen die Welt mit anarchistischem Humor in ihre aberwitzigen Bestandteile.“ Es sei „hinterfotzig und köstlich zugleich“.
EB/Metronom befand: „Auch mit dieser Platte haben EAV nicht an Witz verloren. Ein Muß für EAV-Fans.“